# Thạnh Tân, Thạnh Trị
Thạnh Tân là một xã thuộc huyện Thạnh Trị, tỉnh Sóc Trăng, Việt Nam.

## Địa lý
Xã Thạnh Tân nằm ở phía bắc huyện Thạnh Trị, có vị trí địa lý:
- Phía đông giáp xã Tuân Tức và xã Lâm Tân
- Phía tây giáp xã Vĩnh Thành và thị xã Ngã Năm
- Phía nam giáp xã Thạnh Trị
- Phía bắc giáp thị xã Ngã Năm và huyện Mỹ Tú.

Xã Thạnh Tân có diện tích 39,39 km², dân số năm 2022 là 14.424 người, mật độ dân số đạt 366 người/km².

## Hành chính
Xã Thạnh Tân được chia thành ấp: 21, A2, B1, B2, Tân Lợi, Tân Phước, Tân Thắng.

## Lịch sử
Ngày 7 tháng 7 năm 1982, Hội đồng Bộ trưởng ban hành Quyết định số 111-HĐBT về việc thành lập xã Thạnh Tân trên cơ sở một phần của xã Thạnh Trị.
Ngày 16 tháng 9 năm 1989, Hội đồng Bộ trưởng ban hành Quyết định số 128-HĐBT. Lúc này, xã Thạnh Tân có 3.745,73 ha diện tích tự nhiên và 7.130 nhân khẩu.